# Estádio Governador João Castelo
Estádio Governador João Castelo Ribeiro Gonçalves – stadion wielofunkcyjny w São Luís, Maranhão, Brazylia, na którym swoje mecze rozgrywa klub Sampaio Corrêa Futebol Clube.